# Mysidia insolita
Mysidia insolita är en insektsart som beskrevs av Broomfield 1985. Mysidia insolita ingår i släktet Mysidia och familjen Derbidae. Inga underarter finns listade i Catalogue of Life.